# Hyboschema contractum
Hyboschema contractum är en skalbaggsart som beskrevs av Karl Henrik Boheman 1857. Hyboschema contractum ingår i släktet Hyboschema och familjen Dynastidae. Inga underarter finns listade i Catalogue of Life.